# 中村勇吾
中村勇吾（なかむら　ゆうご、1970年6月18日 - ）は、日本のウェブデザイナー、インターフェースデザイナー、映像ディレクター。多摩美術大学美術学部統合デザイン学科教授。
1970年に生まれ、出身は奈良県。灘中学校・高等学校、東京大学工学部社会基盤工学科卒業。同大学院工学系研究科修士課程終了。学生時代より個人サイトにてウェブ制作を開始し、橋梁設計会社に勤務したのち、個人でウェブの仕事も請け負うようになる。その後福井信蔵設立のウェブ制作会社「ビジネス・アーキテクツ」に転職。1998年よりインタラクティブデザインの分野に携わる。2004年にデザインスタジオ「tha ltd.」を設立。以後、数多くのウェブサイトや映像のアートディレクション・デザイン・プログラミングの分野で横断／縦断的に活動を続けている。
2023年5月16日、中村による初の本格ゲーム作品であり、ゲームクリエイターの水口哲也と共同で制作されたPlayStation、Steam対応ゲーム『HUMANITY』がリリースされた。本作は東京アートディレクターズクラブによるADC賞グランプリを受賞している。
なお、ドラマ「龍が如く〜Beyond the Game〜」の脚本家である中村勇吾は同名異人である。

## 主な仕事
- クライアントワーク
  - iida UI for INFOBAR（ユーザーインターフェースデザイン）
  - デザインあ（映像監修）
  - iidaウェブサイトおよびTVCMディレクション
  - Uniqlo USA
  - 佐藤可士和ウェブサイト
  - WonderWall（片山正通）ウェブサイト
  - WonderWallスクリーンセーバー
  - Morisawa FontPark 2.0
  - 池袋西武「光の時計」
  - FPM（Fantastic Plastic Machine）ウェブサイト
  - NEC Ecotonoha
  - Uniqlo Grid
  - UT Loop!
  - Uniqlo.com-Teaser
  - Intentionallies
  - NID Gallery
  - FM Festival 04
  - Jump-in.jp (Xbox 360)
  - EYE-Project
  - Gyre World Reflector

- 自主制作作品
  - Now Uploading...（展覧会）
  - Kaze to Desktop
  - DropClock
  - yugop.com ver.2
  - yugop.com ver.3
  - yugop.com ver.4

## 著書など

### DVD
- プロフェッショナル 仕事の流儀 第V期 ウエブデザイナー 中村勇吾の仕事 ワンクリックで、世界を驚かせ

## 主な受賞歴
- 2004年度カンヌ国際広告祭グランプリ[9]
- 2009年度東京インタラクティブアドアワード グランプリ[1][2]
- 2009年度 毎日デザイン賞
- One Showインタラクティブグランプリ
- アルス・エレクトロニカ入賞
- 2013年度芸術選奨新人賞メディア芸術部門